# Gumira
Gumira là một chi thực vật có hoa trong họ Hoa môi (Lamiaceae).

## Loài
Chi Gumira gồm các loài: